# 吉本興業レコード会社乗っ取り事件
吉本興業レコード会社乗っ取り事件（よしもとこうぎょうレコードがいしゃのっとりじけん）は、吉本興業によって起こされた事件。

## 概要
田岡一雄が山口組組長であった時期には吉本興業と山口組の付き合いが存在していた。田岡一雄の妻は4080株もの吉本興業の株を所持していた。当時の吉本興業の社長が銀座にあった芸能プロダクションの社長と組んで、レコード会社の乗っ取りを画策していた。この際に吉本興業社長と芸能プロダクション社長の2人で、山口組の組員300人を呼んで血の雨を降らせてやると凄んでいた。
当時の兵庫県警察の発表では、1961年2月に日本ビクターの下請けのマーキュリーレコード会社というレコード会社が設立されていた。このレコード会社の社長に対し吉本興業社長は、日本ビクターの仕事をするには製品を納める会社が無くてはうまくいかない、山口組の組織があるからこそレコードの販売や製造がうまく行くのだと言って、事実上レコード会社を乗っ取っていた。その上レコード会社の社長からは毎月7万円を家賃として収集して、このレコード会社の株やレコード会社社長の所持していた食品会社の株などを脅し取っていた。当時の兵庫県警察によると、吉本興業は戦前から山口組と親交があり、このことから多額の上納金が山口組に流れていた。
1968年1月11日にレコード会社を乗っ取った吉本興業の社長と芸能プロダクションの社長は恐喝の罪で逮捕された。この逮捕された吉本興業の社長は、部下には一切暴力団とは関わらないように訓示を垂れていた。田岡一雄が死去した際の葬儀には乗っ取りで逮捕された吉本興業社長の弟も参列していた。